# Alola Islet
Das Alola Islet ist ein kleines zu den Sir-Edward-Pellew-Inseln gehörendes Eiland vor der Nordküste Australiens in der Arafurasee. Es ist einer Bucht der nordwestlichen Küste der Hauptinsel Vanderlin Island vorgelagert. Südlich befindet sich Waywantha Island. Die Inselgruppe gehört zum Roper Gulf Shire Council des australischen Northern Territory.